# موزه کرولر-مولر
موزه کرولر-مولر (به هلندی: Kröller-Müller Museum)، یک موزه ملی در کشور هلند است که شامل موزه هنرهای زیبا و باغ تندیسها می‌باشد. موزه کرولر-مولر در پارک ملی هوخه فیلووه در اترلو در استان خلدرلاند واقع شده‌است. موزه در سال ۱۹۳۸، توسط هلن کرولر-مولر، یکی از مجموعه‌داران بزرگِ آثار هنر مدرن بنیان‌گذاری و به مردم هلند اهدا شد. موزه کرولر-مولر، پس از موزه وَن گوگ در آمستردام، دارای بیشترین تعداد از آثار وَنسان وَن گوگ است. موزه کرولر-مولر هم‌چنین برخی از مطرح‌ترین آثار نقاشانی چون پیت موندریان، ژرژ سورا، اودیلون ردون، ژرژ براک، پل گوگن، لوکاس کراناخ پدر، جیمز انسور، خوان گری، بارت ون در لخ، پل سینیاک و پابلو پیکاسو را در اختیار دارد.
هلن کرولر-مولر از سال ۱۹۰۸ تا ۱۹۲۹ میلادی، توانست ۸۷ تابلوی نقاشی و ۱۸۵ طرح کشیده‌شده یا چاپ‌سنگی از وَنسان وَن گوگ را به مجموعه‌اش بی‌افزاید.

## نگارخانه

سیب‌زمینی‌خورها، ونسان ون گوگ، ۱۸۸۵ م[۳]
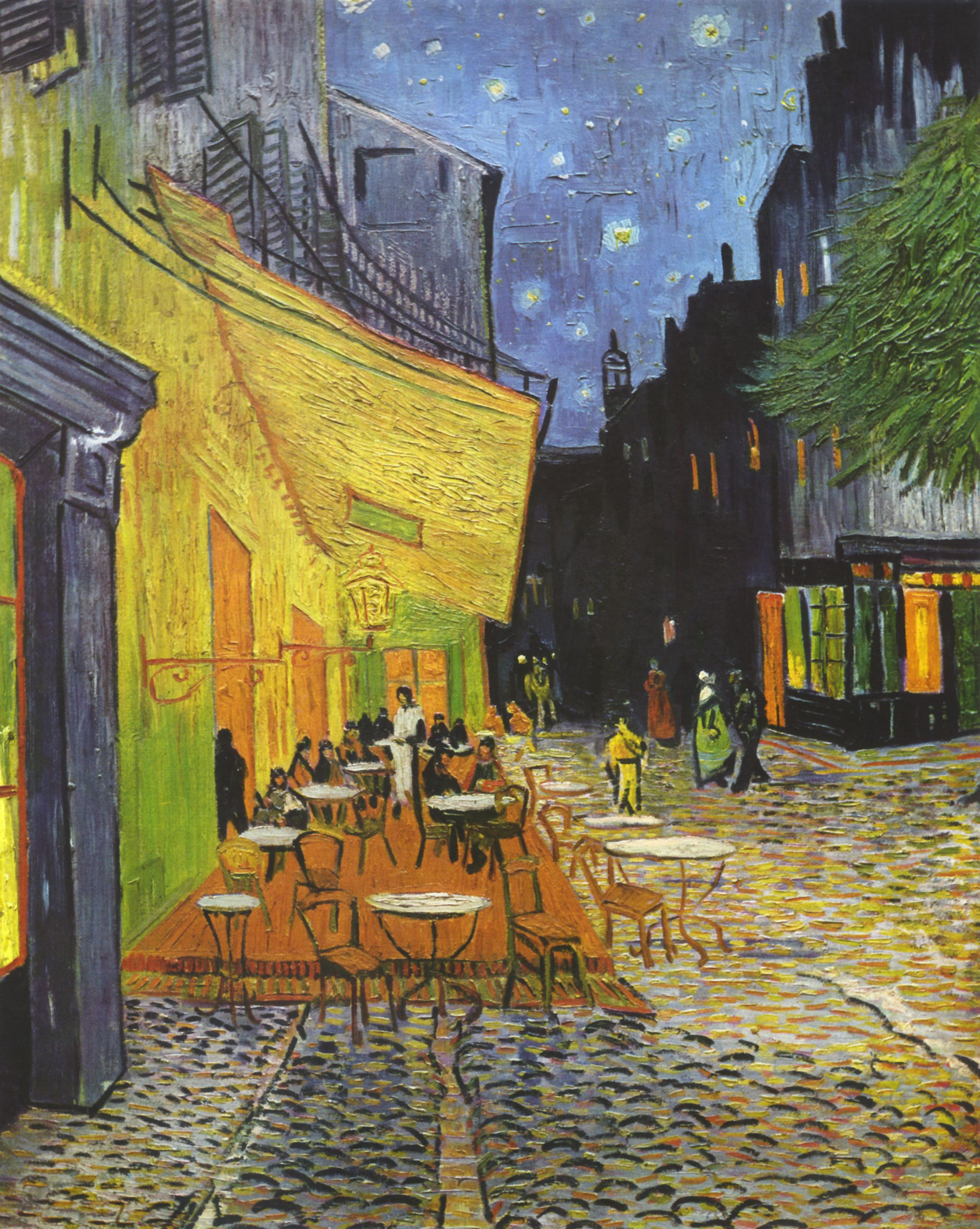
تراس کافه در شب، ونسان ون گوگ، ۱۸۸۸ م
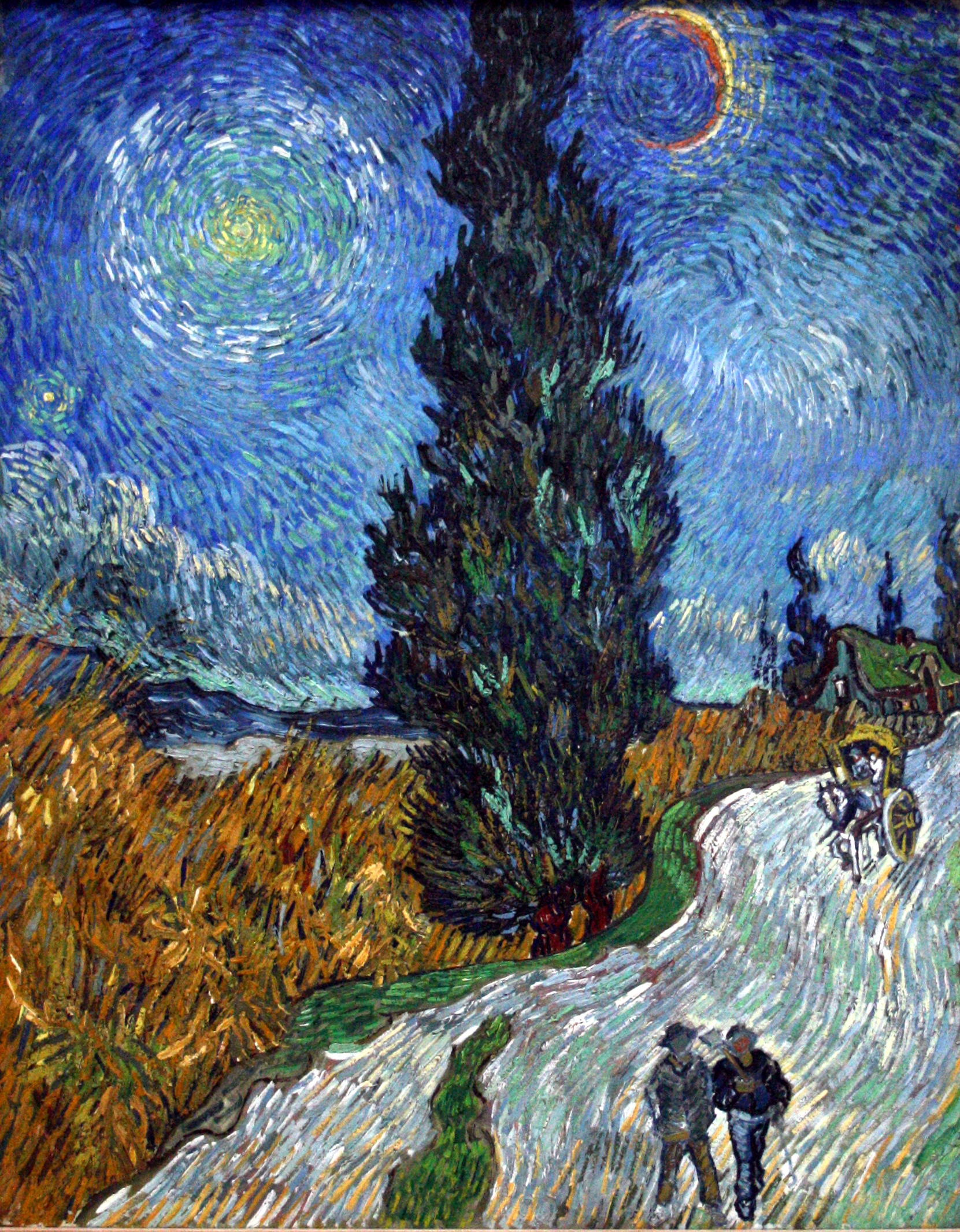
جاده‌ای با سرو و ستاره، ونسان ون گوگ، ۱۸۹۰ م
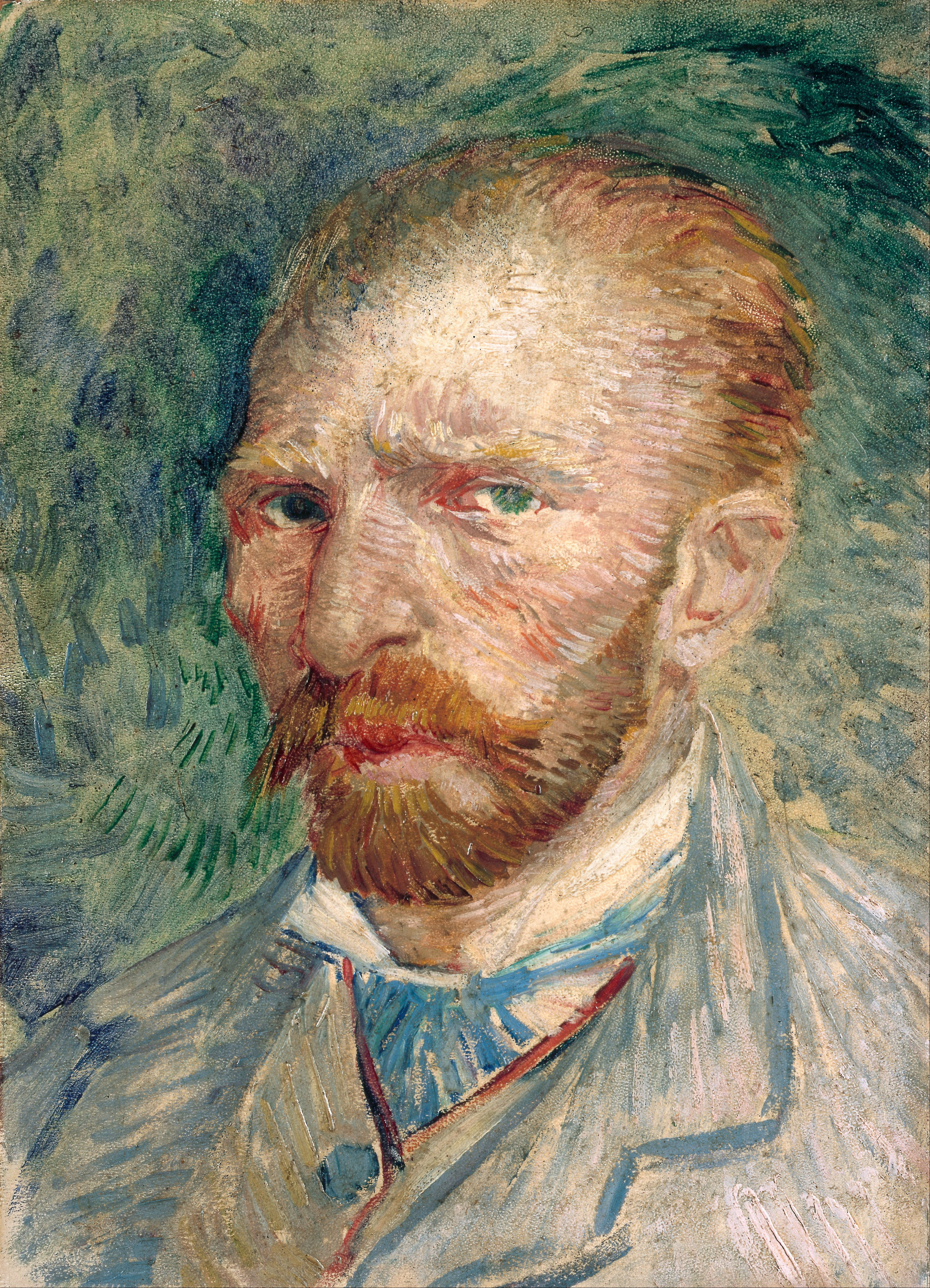
خودنگاره، ونسان ون گوگ، ۱۸۸۷ م
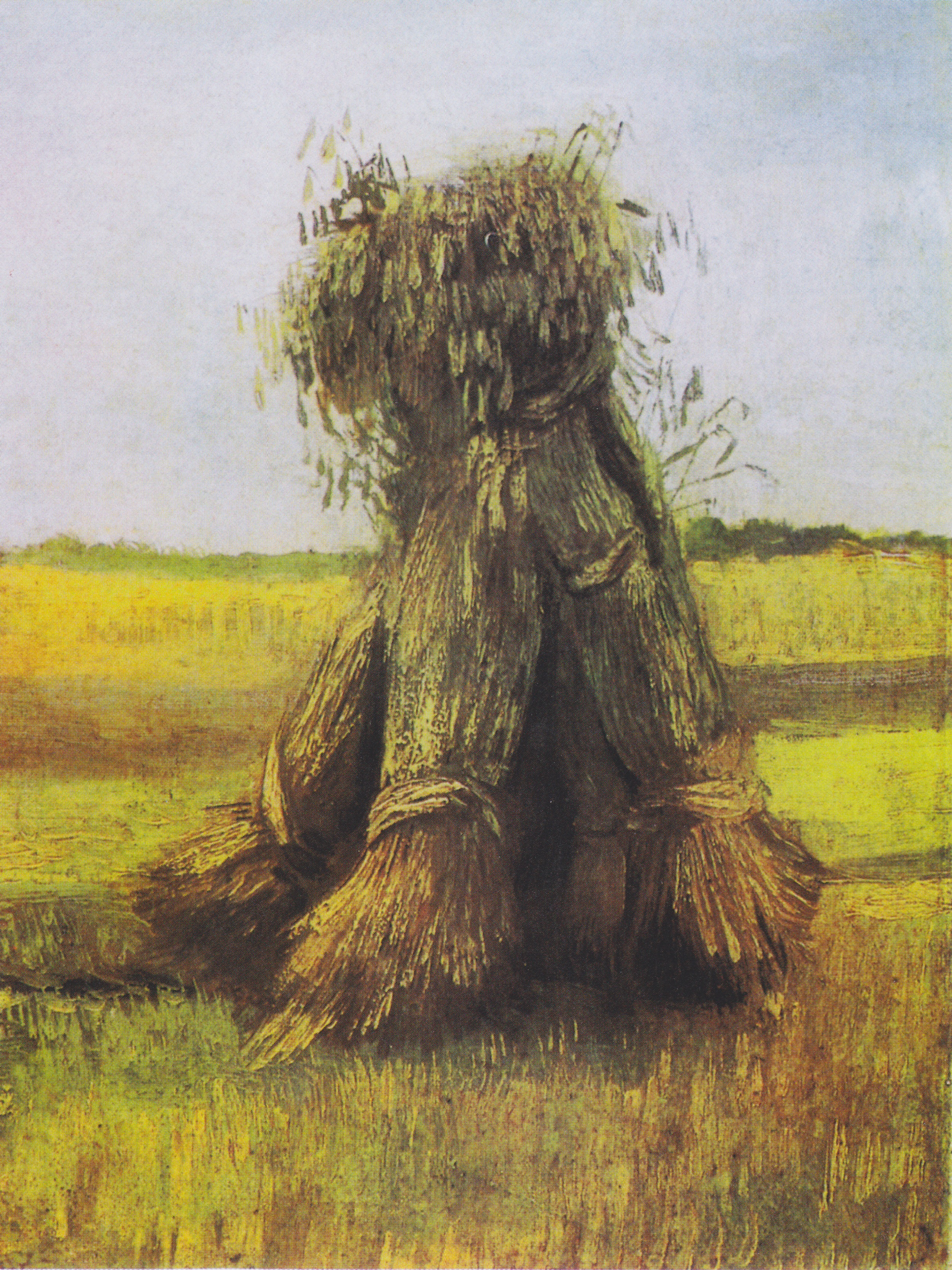
بوتهٔ گندم، ونسان ون گوگ، ۱۸۸۵ م
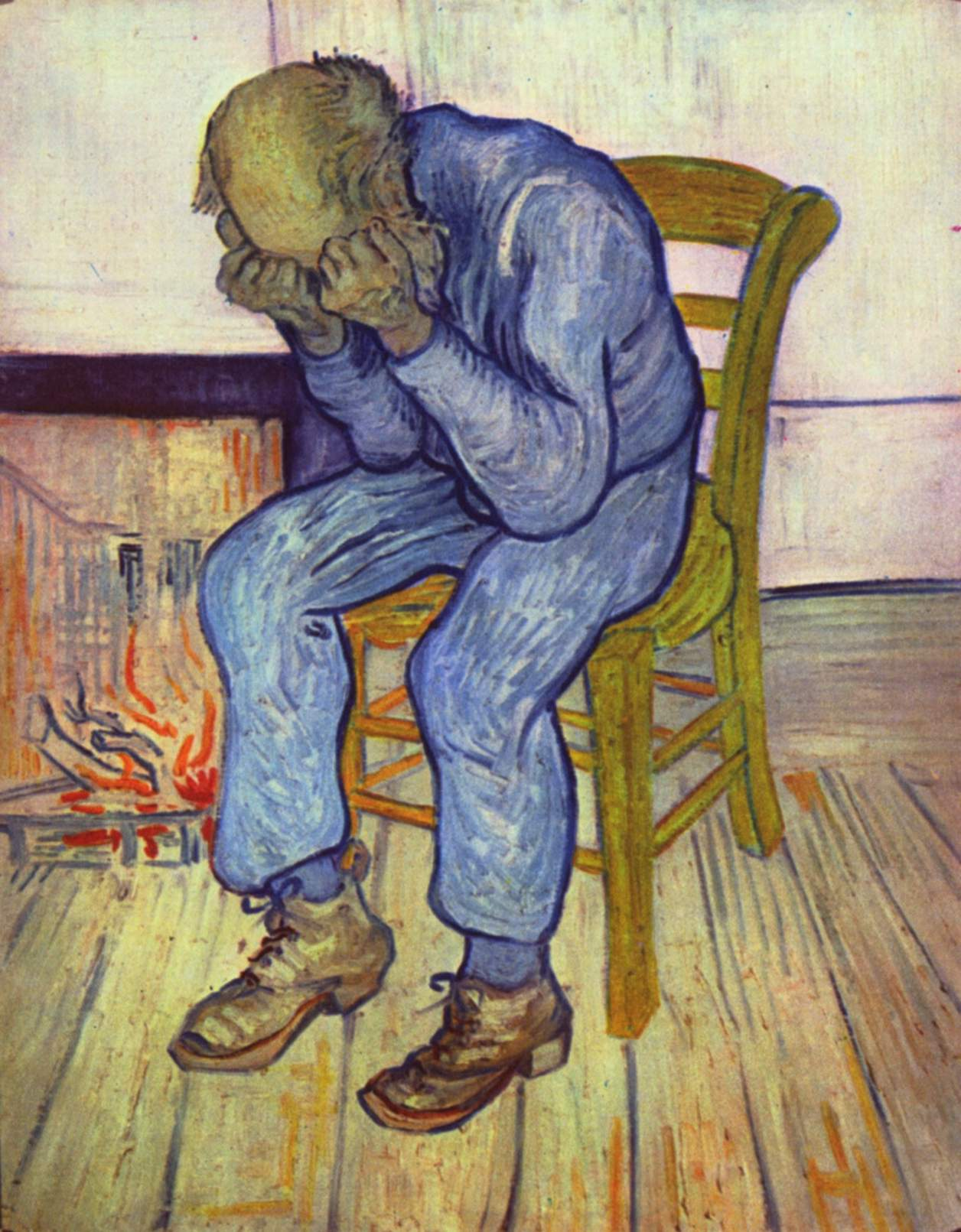
بر دروازهٔ ابدیت، ونسان ون گوگ، ۱۸۹۰ م
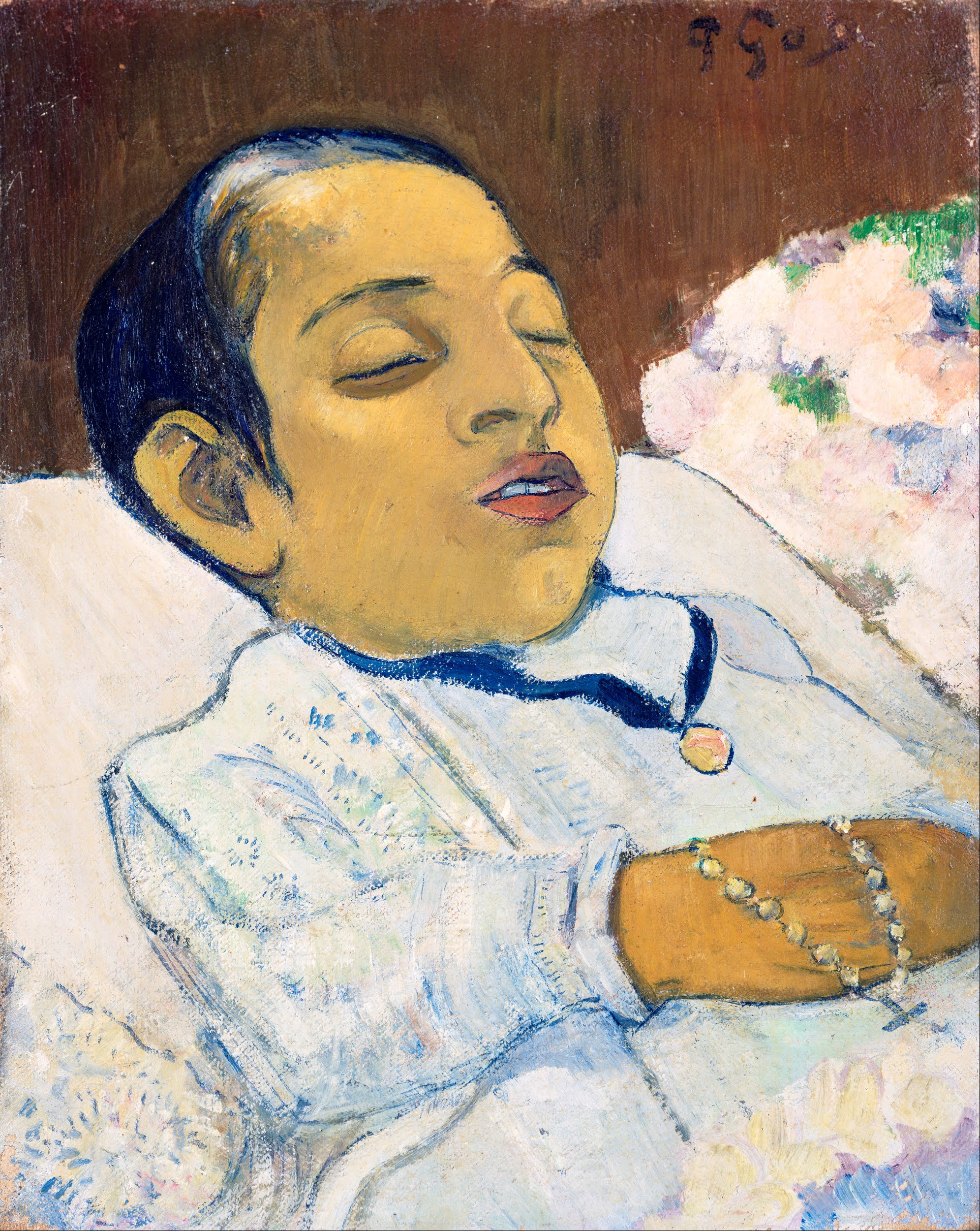
آتیتی، پل گوگن، ۱۸۹۲ م
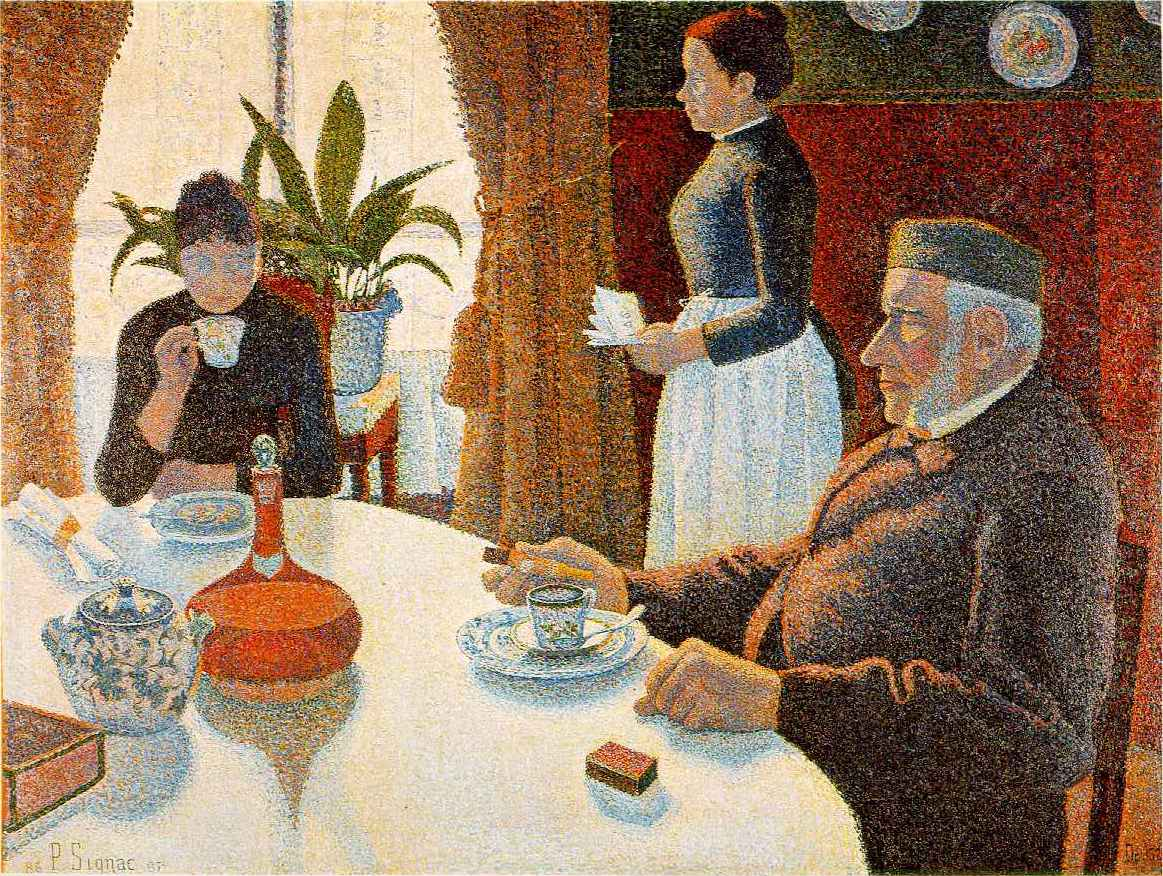
صبحانه، پل سینیاک ۱۸۸۶-۱۸۷۷ م
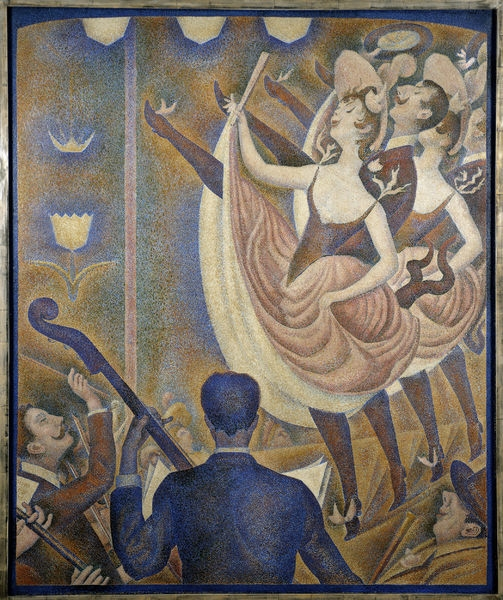
سرخوش‌ها، ژرژ سورا، ۱۸۸۹-۱۸۹۰ م
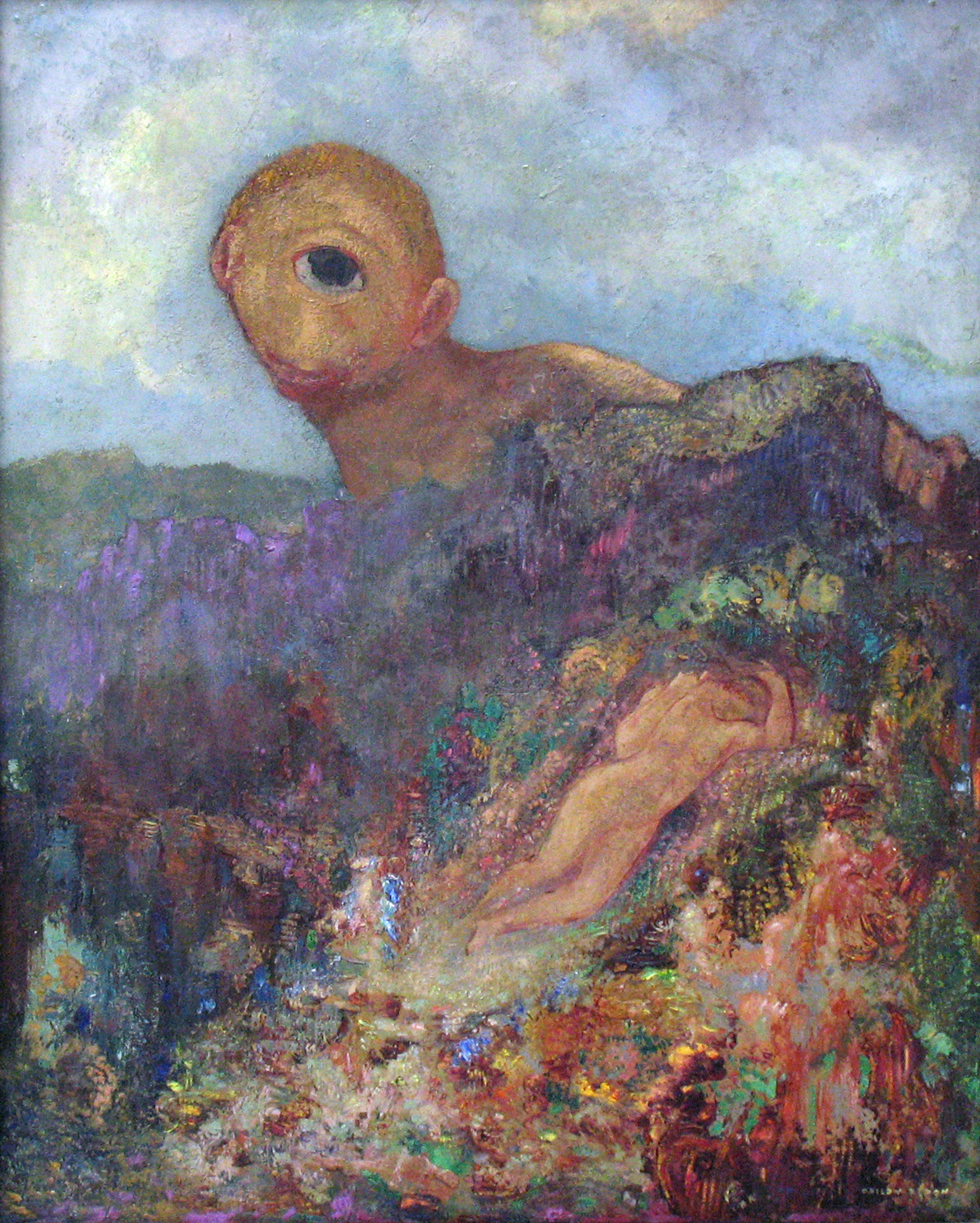
غروب شماره ۱، اودیلون ردون، ۱۹۱۴ م
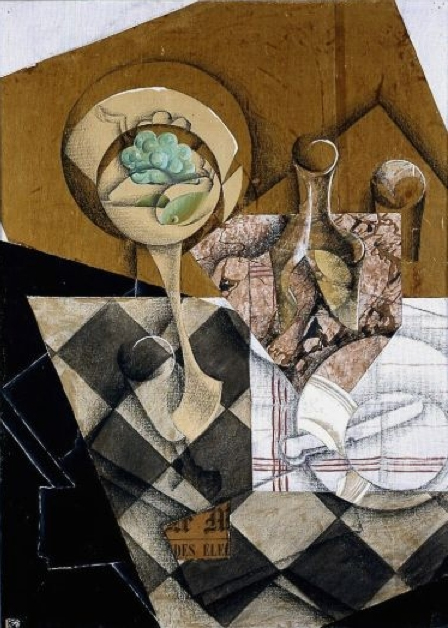
کاسهٔ میوه، خوان گری، ۱۹۱۴ م
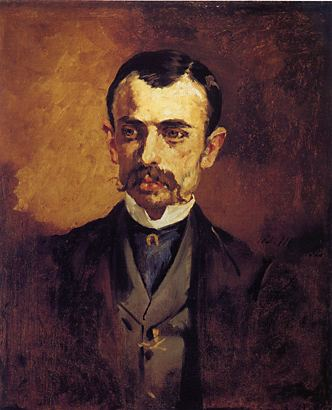
پرتره‌ای از یک مرد، ادوار مانه، ۱۸۶۰ م
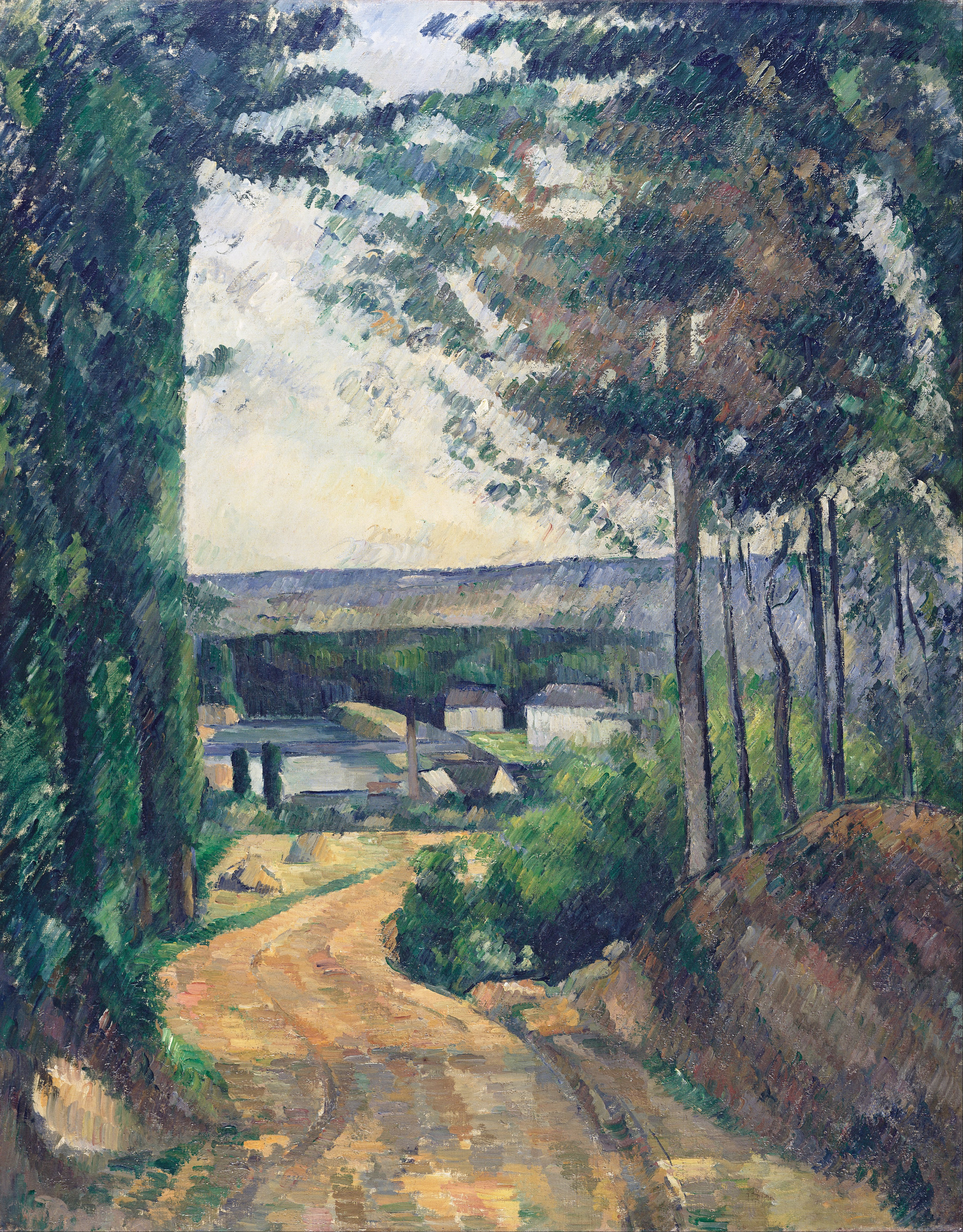
جاده‌ای به سوی دریاچه، پل سزان، ۱۸۸۰ م
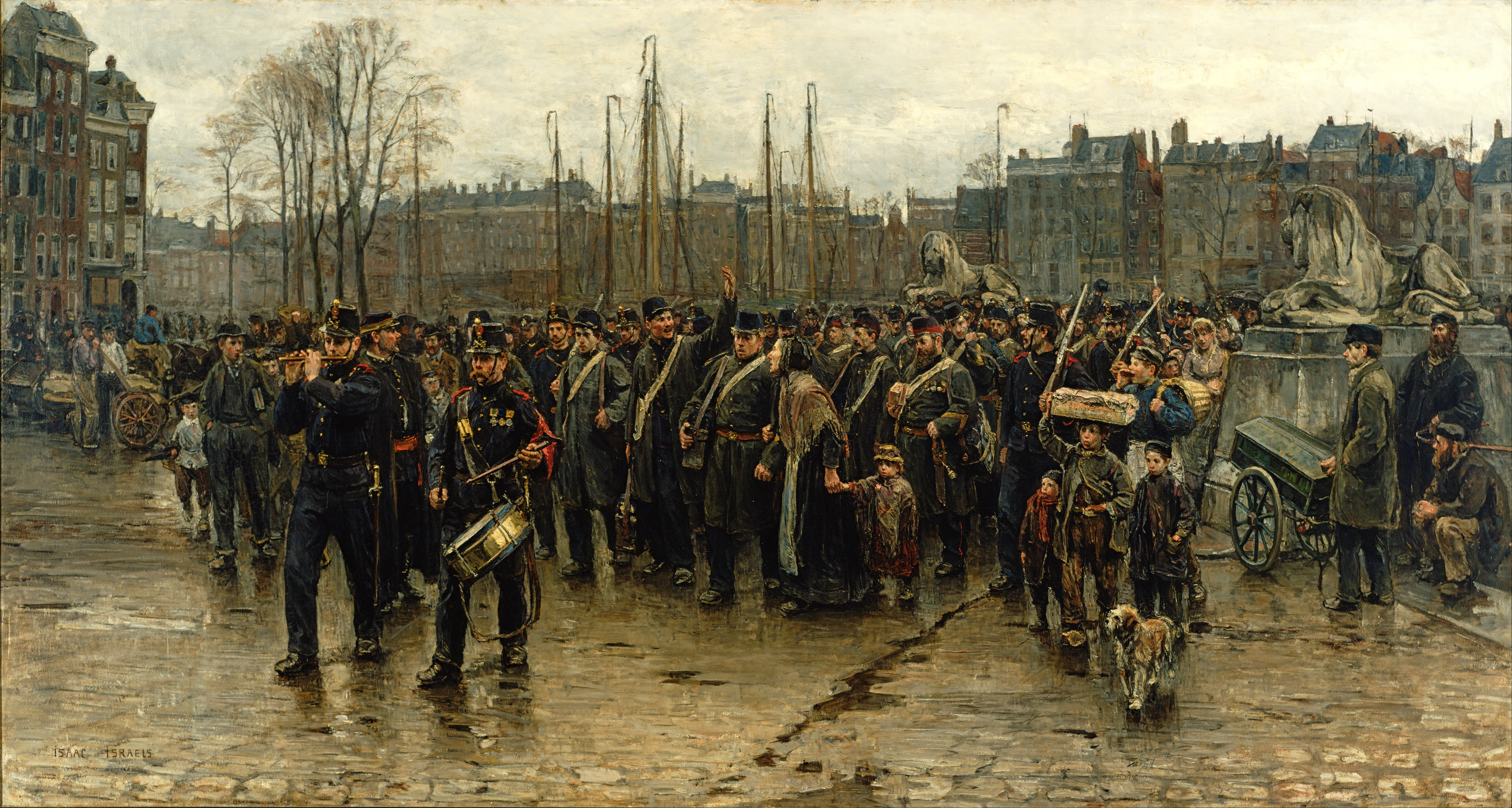
اعزام سربازان به مستعمره، اسحاق اسرائیلز، ۱۸۸۴ م
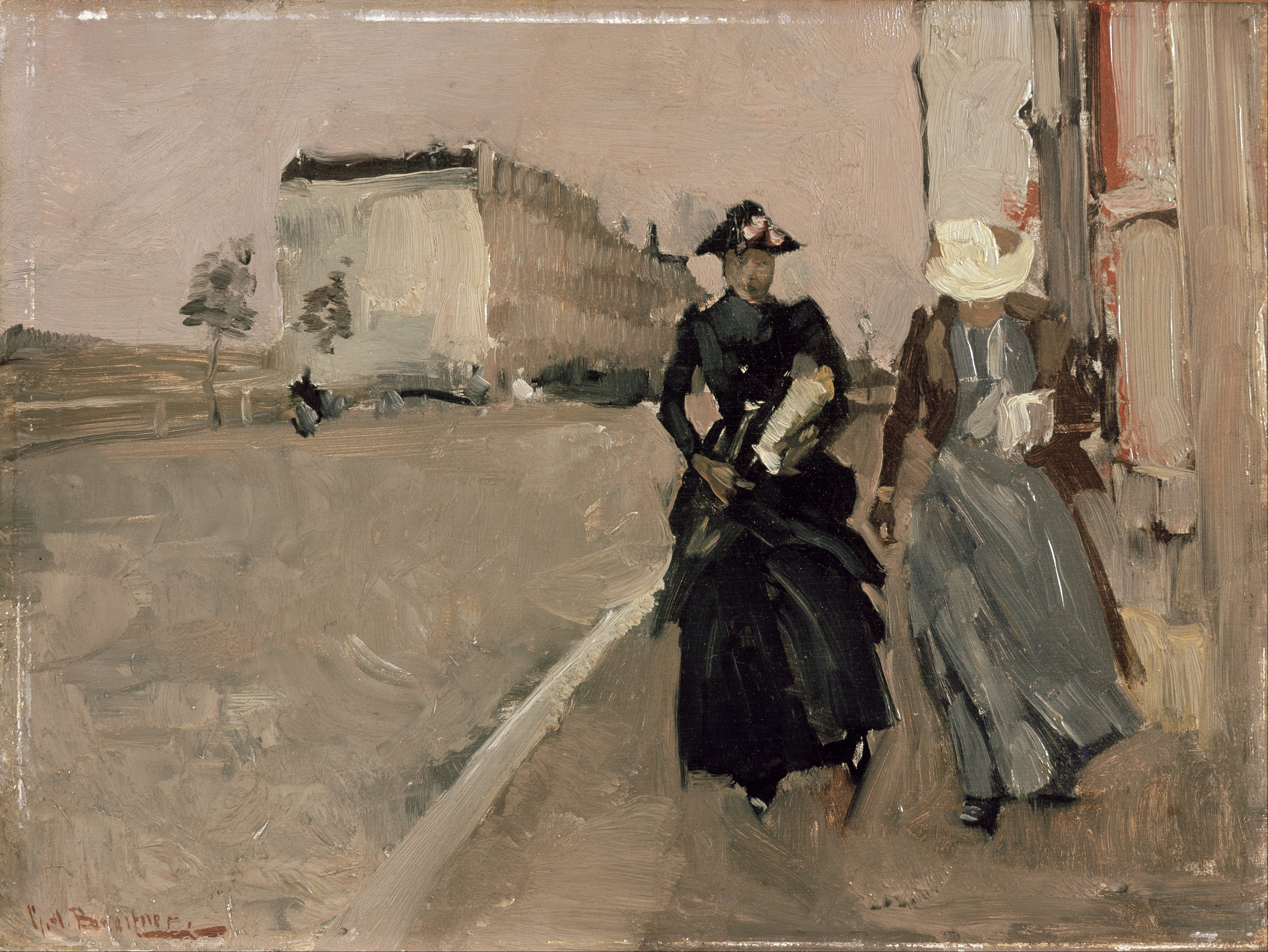
تندباد، جرج هنریک بریتنر، ۱۸۸۶ م
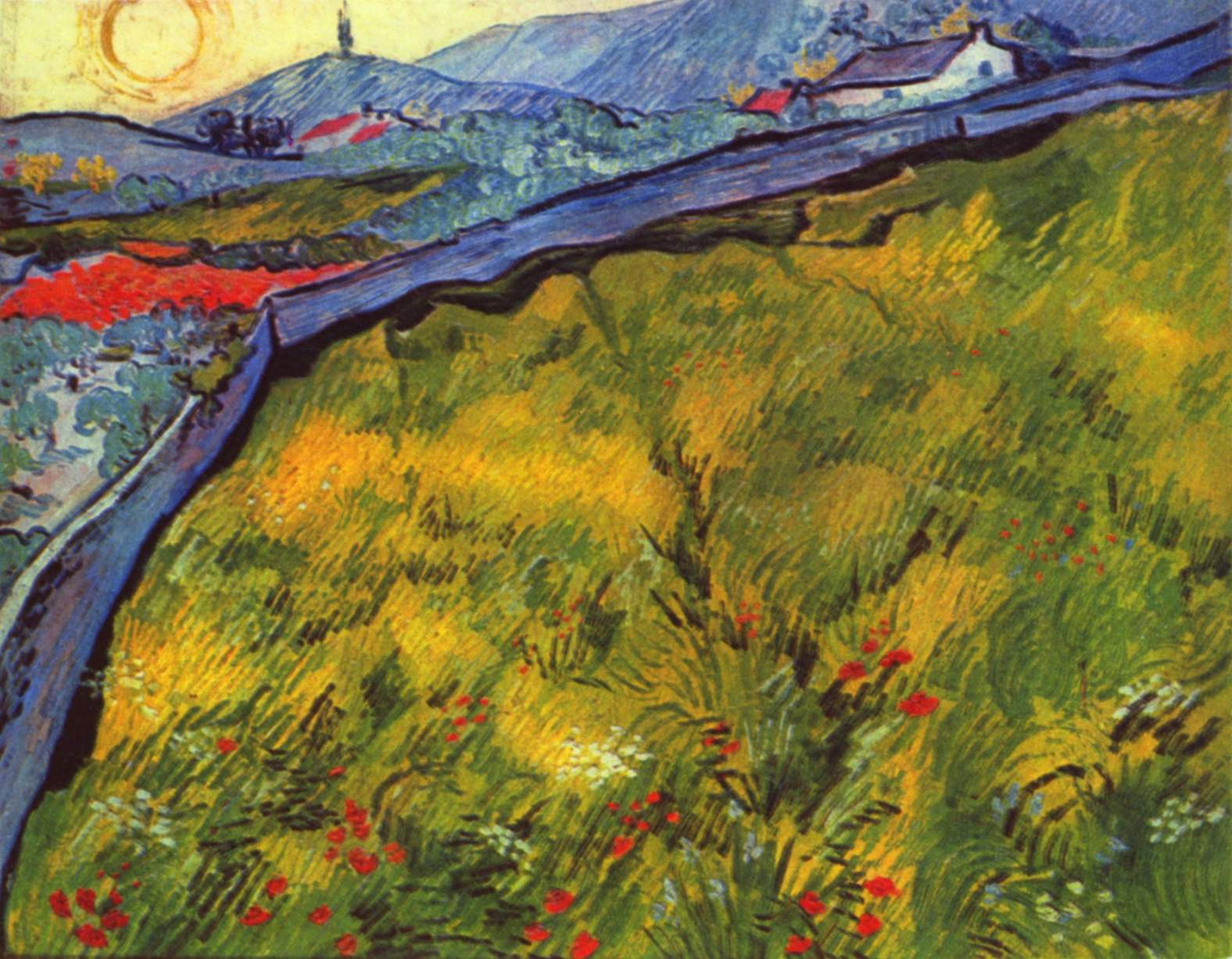
مزرعه گندم، طلوع آفتاب ۱۸۹۰ م. اثر ونسان ون گوگ
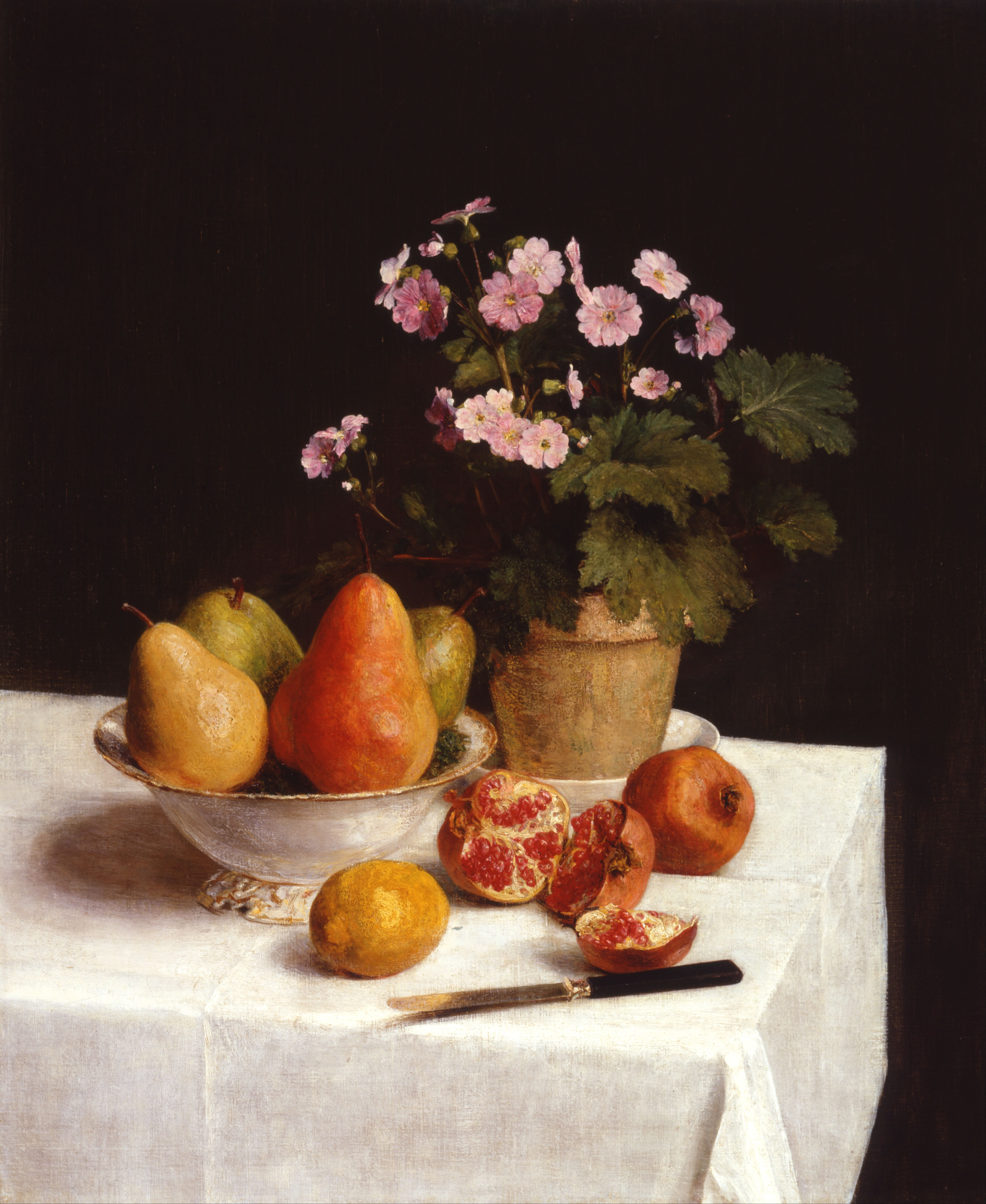
طبیعت بی‌جان با گُل پامچال، گلابی‌ها و انارها
بین سال‌های ۱۸۳۶ تا ۱۹۰۴ م.
اثر آنری فانتن لاتور